# Robin Hranáč
Robin Hranáč (* 29. ledna 2000 Plzeň) je český profesionální fotbalista, který hraje na pozici středního obránce za německý klub TSG 1899 Hoffenheim a za český národní tým. 

## Klubová kariéra

### Viktoria Plzeň
Hranáč je odchovancem plzeňské Viktorie, do jejíž akademie nastoupil v roce 2015.
V A-týmu dresu 10. února 2021, kdy nastoupil na závěr utkání třetího kole MOL Cupu proti FK Přepeře. V lize Hranáč debutoval 21. dubna 2021 v utkání proti Teplicím.

#### Tatran Liptovský Mikuláš (hostování)
Hranáč v létě 2021 zamířil na půlroční hostování do slovenského Tatranu Liptovský Mikuláš.
Hranáč debutoval ve slovenské Fortuna lize v dresu Tatranu Liptovský Mikuláš 24. července 2021 proti Slovanu Bratislava. Na Slovensku Hranáč pravidelně nastupoval v základní sestavě, během půl roku odehrál v dresu Tatranu 19 soutěžních utkání a vstřelil jednu branku.

#### Pardubice (hostování)
Hranáč se v lednu 2022 stěhoval z hostování na hostování. Po návratu z Liptovského Mikuláše odešel na půlroční hostování do prvoligových Pardubic. V novém angažmá debutoval 19. února, kdy odehrál celé utkání proti Hradci Králové. Pod trenérem Jiřím Krejčím začal Hranáč pravidelně nastupovat v základní sestavě, 9. března byl v utkání proti Liberci vyloučen po faulu na Christiana Frýdka. 1. května vstřelil Hranáč svůj první gól v české nejvyšší soutěži, a to při výhře 1:0 nad Bohemians 1905. Během jarní části sezóny 2021/22 odehrál Hranáč deset ligových utkání a pomohl Pardubicím k udržení se v nejvyšší soutěži.
Hranáč opustil v srpnu 2022 kádr ligového mistra z Plzně a vrátil se zpátky do Pardubic na roční hostování. Hranáč se stal pod novým trenérem Radoslavem Kováčem klíčovým hráčem Pardubic, když vytvořil stoperskou dvojici s Tomášem Vlčkem, který v klubu hostoval z pražské Slavie. Hranáč nastoupil do 32 soutěžních utkání a pomohl jim k záchraně v české nejvyšší soutěži. Díky svým výkonům v dresu Pardubic si vysloužil také povolání na závěrečný turnaj mistrovství Evropy hráčů do 21 let.

#### Sezóna 2023/24
Po návratu z hostování se Hranáč stal v létě 2023 stabilním členem základní sestavy plzeňského klubu, když začal nastupovat po boku Sampsona Dweha a kapitána Lukáše Hejdy. 3. srpna si odbyl svůj debut v pohárové Evropě, když odehrál celé utkání druhého předkola Konferenční ligy proti kosovské Dritě.  24. září vstřelil svoji první branku v plzeňském dresu, a to při výhře 6:2 nad Pardubicemi. Hranáč prošel Plzní přes tři předkola až do základní skupiny Konferenční ligy, v ní pak Plzeň vyhrála všech 6 utkání a postoupila do osmifinále soutěže, Hranáč na hřišti nechyběl ani minutu a pomohl k udržení pěti čistých kont.
V březnu 2024 podepsal Hranáč v Plzni novou smlouvu do roku 2027. Díky svým výkonům v lize si vysloužil také premiérovou pozvánku do české reprezentace. S Plzní postoupil přes švýcarský Servette až do čtvrtfinále Konferenční ligy, ve němž Plzeň podlehla italské Fiorentině po výsledcích 0:0 a 0:2 po prodloužení. 22. května odehrál Hranáč celé finálové utkání českého poháru proti pražské Spartě, Plzeň zápas prohrála 1:2. Hranáč odehrál v sezóně 2023/24 dohromady 52 soutěžních utkání, vstřelil tři branky a přidal čtyři asistence. Za své výkony byl odměněn oceněním pro nejlepšího obránce sezóny české první ligy. Objevil se také v nejlepší jedenáctce sezóny Konferenční ligy.
Po EURO 2024, na kterém byl ve všech třech duelech v základní sestavě, se Hranáč stal předmětem přestupových spekulací. O jeho služby údajně stál italský Turín FC či německý Hoffenheim.

### Hoffenheim
V srpnu 2024 přestoupil Hranáč z Plzně do německého Hoffenheimu za částku okolo osmi milionů euro, stal se tak nejdražším hráčem v historii západočeského klubu.

## Reprezentační kariéra
Hranáč debutoval v dresu české „jednadvacítky“ 11. listopadu 2021, a to v utkání proti Anglii v rámci kvalifikace na mistrovství Evropy 2023, když v 88. minutě vystřídal Martina Vitíka.
V červnu 2023 byl nominován na závěrečný turnaj mistrovství Evropy hráčů do 21 let. Na turnaji vytvořil stabilní stoperskou dvojici s Vitíkem.
V seniorské reprezentaci debutoval 26. března 2024 v přátelském utkání proti Arménii. Pod novým reprezentačním trenérem Ivanem Haškem se Hranáč stal na jaro roku 2024 stabilním členem základní sestavy českého národního týmu.
V červnu 2024 byl nominován na EURO 2024. 18. června nastoupil Hranáč v základní sestavě prvního utkání skupinové fáze proti Portugalsku. V 69. minutě vyrazil brankář Staněk míč k Hranáčovi, od nějž pak balon zamířil nešťastně do vlastní branky. V nastaveném čase pak při pádu ve vlastním pokutovém území přiklepl míč Franciscovi Conceiçãovi, který následně vstřelil branku a rozhodl o vítězství Portugalska 2:1. O čtyři dny později se Hranáč opět objevil v základní sestavě utkání proti Gruzii. V nastavení prvního poločasu Hranáč zahrál rukou v pokutovém území a rozhodčí odpískal penaltu, kterou proměnil Georges Mikautadze. Češi v utkání dokázali vyrovnat na konečných 1:1. 26. června odehrál Hranáč celé utkání proti Turecku, v 66. minutě asistoval na branku Tomáše Součka. Češi utkání prohráli 1:2 a se ziskem jednoho bodu nedokázali postoupit do vyřazovací fáze.